# Hickmania
Hickmania is een spinnengeslacht uit de familie Austrochilidae.

## Soorten
De volgende soorten zijn bij het geslacht ingedeeld:
- Hickmania troglodytes (Higgins & Petterd, 1883)